# Kahului
Kahului is een plaats (census-designated place) in de Amerikaanse staat Hawaï, en valt bestuurlijk gezien onder Maui County.

## Demografie
Bij de volkstelling in 2000 werd het aantal inwoners vastgesteld op 20.146.

## Geografie
Volgens het United States Census Bureau beslaat de plaats een oppervlakte van
42,3 km², waarvan 39,3 km² land en 3,0 km² water.

## Plaatsen in de nabije omgeving
De onderstaande figuur toont nabijgelegen plaatsen in een straal van 16 km rond Kahului.

## Geboren
- Danny Ongais (1942-2022), autocoureur